# Вальтер Швігер
Вальтер Швігер (нім. Walther Schwieger; 7 квітня 1885, Берлін — 5 вересня 1917, Північне море) — німецький офіцер-підводник, капітан-лейтенант кайзерліхмаріне. Кавалер ордена Pour le Mérite.

## Біографія

### Початок кар'єри
Народився в аристократичній сім'ї. Вальтер не любив приставку «фон» і утримувався від її використання у документах, вважаючи, що у морі все вирішує професіоналізм, а не знатність.

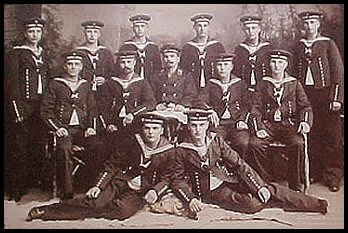
Швігер (напівлежить праворуч) на груповому фото службовців торпедної дивізії (1906).

У 1903 році вступив на флот. У 1905 році пройшов навчання на броненосці «Брайншвейг». 28 вересня 1906 року направлений у торпедну дивізію вахтовим офіцером, служив на ескадрених міноносцях SMS S 105 і SMS G 110. 10 листопада 1908 року призначений на легкий крейсер «Штеттін».
У 1911 році переведений в підводний флот. Спочатку він служив помічником на підводному човні SM U-14, а 1 серпня 1914 року прийняв його під своє командування. SM U-14 був серед десяти човнів, що вирушили в перший патруль Першої світової війни 6 серпня 1914 року. На SM U-14 Швігер не зміг досягти жодних результатів.
16 грудня 1914 року призначений командиром SM U-20, яким раніше командував Отто Дрешер, призначений новим командиром SM U-14.
Перший військовий похід SM U-20 під командуванням Швігера випав на різдвяний святвечір. Різдво човен зустрів у патрулі у водах Гельголандської бухти, кораблів у морі не було. Тому Швігер вирішив відзначити свято, незважаючи на війну. Човен ліг на дно, і екіпаж зміг відзначити Різдво зі святковим столом та музикою.
Перший успіх Швігеру випав 30 січня 1915 року: цього дня він потопив три британські пароплави — «Ікарія», «Оріоле» та «Токомару».
1 лютого 1915 року SM U-20 атакував англійське шпитальне судно «Астуріас». Торпеда пройшла повз, а на протест Лондона німці заявили, що командир човна Швігер припустився цілком пробачливої помилки, оскільки «Астуріас» не ніс навігаційних вогнів, як належало шпитальному судну.
У другому поході SM U-20 в березні 1915 року Швігер потопив ще 3 судна. Загалом у двох походах, які проходили в Ла-Манші біля входу до Каналу, він потопив 6 суден загальним тоннажем 21514 брт.
Вихід у море наприкінці квітня був для Швігера третім походом на SM U-20. Згідно з отриманим наказом, Швігер мав патрулювати води протоки Святого Георга та Ірландського моря, де Адмірал-штаб сподівався зібрати рясні жнива у вигляді потоплених суден. 5 травня SM U-20 здійснив свою першу атаку в цьому поході, потопивши за 8 миль від Кінсейла (південне узбережжя Уельсу) гарматним вогнем трищоглову шхуну «Ерл Латомський» (132 брт).
Наступного дня човен змінив позицію і перейшов до протоки Святого Георга, де виявив і потопив два пароплави: «Центуріон» (5495 брт) і «Кандидат» (5898 брт), витративши на них чотири торпеди. Таким чином, до ранку 7 травня 1915 року човен Швігера мав лише дві торпеди і запас палива, що добігав кінця. Проте командир вирішив залишитися на позиції ще на один день.

### Затоплення «Лузітанії»
5 та 6 травня SM U-20 потопила три судна, і Королівський Військово-морський флот розіслав на всі британські судна попередження: «Підводні човни активні біля південного берега Ірландії. »
6 травня капітан лайнера «Лузітанія» Вільям Тернер двічі отримав це повідомлення і вжив усіх запобіжних заходів: були зачинені водонепроникні двері, задерті всі ілюмінатори, подвоєно кількість спостерігачів, всі шлюпки були розчехлені і вивалені за борт для прискорення евакуації пасажирів у разі небезпеки.
У п'ятницю, 7 травня, об 11:00 Адміралтейство передало інше повідомлення, і капітан Тернер скоригував курс. «Лузітанія» була приблизно за 30 миль (48 км) від ірландського берега, коли вона потрапила в туман і зменшила швидкість до 18 вузлів. Вона йшла до порту Квінстауна в Ірландії, до якого залишалося 43 милі (70 км) шляху.
О 13:00 один із матросів німецького підводного човна SM U-20 помітив попереду велике чотиритрубне судно. Він повідомив капітану Швігеру, що помічений корабель іде на швидкості близько 18 вузлів.
Запис Швігера у вахтовому журналі:
«14 годин 20 хвилин. Прямо перед нами я помітив чотири труби і щогли пароплава, під прямим кутом до нашого курсу, що йшов із зюйд-веста і прямував до Галлей Гед. У ньому було впізнано пасажирський пароплав.
14 годин 26 хвилин. Просунувся на одинадцять пунктів до пароплава, сподіваючись, що він змінить курс у напрямку до ірландського берега.
14 годин 35 хвилин. Пароплав повернув, взявши напрям на Квінстаун, і тим самим дав нам можливість підійти на дистанцію пострілу. Ми пішли на повний хід, щоб вийти на належну позицію.
15 годин 10 хвилин. Випущено торпеду з дистанції 700 метрів, встановлену на поглиблення три метри від поверхні. Влучання в центр пароплава, одразу за містком. Надзвичайно великий вибух з величезною хмарою диму та уламками, підкинутими вище труб. На додаток до торпеди мав місце другий вибух (котли, вугілля чи порох?). Місток і частина корабля, куди потрапила торпеда, були вирвані, і почалася пожежа. Корабель зупинився і дуже швидко впав на правий борт, водночас занурюючись носом. Схоже було на те, що незабаром він перевернеться. На борту спостерігалося велике сум'яття. Були приготовані шлюпки, і багато з них спущені на воду, але корабель надто швидко занурювався. Частина шлюпок, повністю забитих людьми, падали у воду носом чи кормою і потім перекидалися. Шлюпки лівого борту було неможливо спустити внаслідок диферента корабля на правий борт. На носі корабля можна було бачити його найменування Lusitania, написане золотими літерами. Труби пофарбовані в чорний колір. Кормовий прапор не підняли. Корабель йшов зі швидкістю близько 20 вузлів.»
Після вибуху торпеди в носових відсіках детонували боєприпаси, що перевозилися до Великобританії, і лайнер швидко затонув. Факт завантаження боєприпасів на борт судна був секретом, всього завантажили 400 тонн військових вантажів: 1248 ящиків з 75 мм снарядами, 4927 ящиків з гвинтівковими патронами і близько 2000 ящиків з вибухівкою, детонаторами, дистанційними трубками.
О 14:28 «Лузітанія» перекинулася кілем вгору і затонула. Лайнер затонув за 18 хвилин за 8 миль (13 км) від Кінсейла, точні координати загибелі — 51°25' пн.ш. і 8 ° 33 'з.д. З 1959 пасажирів та членів екіпажу, 1198 загинули, серед них 128 громадян США. Тіла багатьох жертв були поховані в Квінстауні і Кінсейлі — місті біля загибелі «Лузитанії».
Через 6 днів SM U-20 повернулася з походу у Вільгельмсгафен. На Швігера посипалися поздоровлення з успіхом. Німецькі офіцери-підводники відкрито заздрили йому — про людей, які загинули, не думав ніхто. Формально Швігера звинуватити не було в чому: судно, яке він атакував, було внесено до Реєстру як допоміжний крейсер. Воно не несло прапора та мало платформи для розміщення гармат. Тим не менш, за потоплення лайнера «Лузітанія» Швігера оголосили воєнним злочинцем.
Німецьке командування так не вважало і в офіційному комюніке, підписаному адміралом Паулем Бенке, оголосило таке: «Слідом за детонацією торпеди негайно стався ще один вибух, причому значно сильніший. Його можна пояснити лише великою кількістю боєприпасів на судні.»
Проте Швігер дістав догану від імператора Вільгельма II, який засудив факт потоплення лайнера, що призвело до великих людських жертв. Догану оголосили, щоб заспокоїти громадську думку нейтральних країн, насамперед США. Інші офіцери-підводники були гірко скривджені ухваленням цього рішення імператором.

### Подальші походи та знищення SM U-20
9 липня 1915 року Швігер зробив іншу «помилку», атакувавши пароплав лінії Кунард «Ордюна» (15 499 брт), прийнявши це судно за «невеликий ворожий пароплав».
6 вересня 1915 року був підірваний торпедою SM U-20 і загинув інший великий пасажирський пароплав лінії Еллан «Геспірієн» (10 920 брт); він був першим озброєним торговим судном, що загинув від підводного човна. Наздогнаний за 80 миль на південний схід від Фастнета 4-го числа, пароплав був дуже пошкоджений, щоб дістатися до порту, попри всі зусилля відбуксувати його. Протягом 4–5 вересня SM U-20 знищила ще 2 британські пароплави та нейтральний вітрильник, перш ніж проїхати на південь для дій проти суден, що входили в Ла-Рошель. Тут Швігер потопив чотири судна, а потім повернувся назад.
16 і 23 листопада 1915 року Швігер на SM U-20 виконав розвідувальний похід як підготовку до постановки допоміжним крейсером Möwe мінного поля біля мису Рат під час першого океанського крейсерства.
У квітні-травні 1916 року Швігер, крейсуючи на західних підходах, потопив кораблі загальною водотоннажністю 23 000 брт, включаючи «Кімрік» (13 370 т), що йшов до Америки. Цей пасажирський пароплав лінії Вайт Стар був потоплений ним 8 травня, причому загинули 5 людей. Швігер встановив також рекорд далекого зв'язку підводного човна по радіотелеграфу 770 миль, зв'язавшись з Німеччиною під час свого крейсерства.
З 23 липня 1916 року Швігера призначили командиром нового підводного човна SM U-88; оскільки він ще не був добудований, то він робив походи на своєму старому човні SM U-20.
У серпні SM U-20 вийшов до Біскайської затоки. У цьому поході він не завдав багато шкоди, якщо не брати до уваги потопленого транспорту та безрезультатної атаки на португальський канонерський човен Ibo біля Таго 29-го числа. Канонерка лише зазнала пошкодження від артилерійського вогню з човна.
У жовтні 1916 року SM U-20 здійснив свій останній похід у район Шетландських островів. Пізно ввечері 2 листопада 1916 року човен, що повертався з бойового походу, прийняв радіограму з SM U-30, в якій повідомлялося, що останній зазнає лиха внаслідок виходу з ладу обох дизелів (одного повністю, іншого частково). О 2.00 3 листопада SM U-20 була вже біля аварійного човна, і обидва кораблі малим ходом попрямували до своєї бази.
4 листопада, йдучи в густому тумані біля берегів Ютландії, човни через неточність обчислення сіли на мілину в датських територіальних водах. Командири човнів знали, що якщо їх виявлять данці, екіпажі будуть інтерновані.
По радіозв'язку було викликано допомогу. Наступного дня на допомогу човнам підійшли крейсери та есмінці, яких прикривали дредноути «Великий курфюрст» та «Кронпринц». Ще до підходу SM U-30, викинувши за борт близько 30 тонн вантажу, зійшла з мілини і відійшла на глибоку воду. SM U-20, попри всі спроби, залишилася на ґрунті. Екіпаж узяв з човна суднові документи, свої особисті речі та перейшов на рятувальні судна. На SM U-20 встановили заряди, які висадили в повітря торпеди в носовій частині човна і викликали великі руйнування, що знищили корабель.
Британці перехопили повідомлення та направили свої підводні човни атакувати німецькі кораблі. При поверненні на базу «Великий курфюрст» та «Кронпринц» отримали торпедні влучення, але залишилися на плаву.
Усього на SM U-20 Швігер потопив 36 суден загальним тоннажем 144 300 тонн.

### Загибель на SM U-88
Швігер незабаром вступив у командування SM U-88 — човном новітньої конструкції — і взяв із собою більшу частину своєї старої команди. 7 квітня 1917 року підводний човен SM U-88 вступив у дію, і Швігер зміг його випробувати у справі. У ході трьох походів на SM U-88 Швігером було 12 кораблів потоплено (загальним тоннажем 39 382 тонн) та ще 2 кораблі пошкоджено.
5 вересня 1917 року човен SM U-88 вийшов у свій четвертий і, як виявилося, останній бойовий похід. Швігер мав топити транспорти у Біскайській затоці. Для взаємодії разом із човном Швігера трохи попереду прямував човен SM U-54 капітан-лейтенанта Курта Гезелера. Пізнього вечора човни пройшли коридор у німецьких мінних полях, але на його виході, на північ від острова Тершеллінг (біля узбережжя Данії), нарвались на нове британське мінне поле № 56. При спробі його подолання човни занурилися. На SM U-54 почули страшний вибух. Струс від нього був такий сильний, що склалося враження, що човен натрапив на міну загородження. Відразу були продуті цистерни, і човен повернувся на поверхню. Коли Гезелер вийшов нагору і озирнувся навколо, він побачив поблизу велику безперервно розтікаючу пляму рідкого палива, всіяну уламками, в районі, у якому нещодавно занурилася SM U-88. Зі слабкою надією, що SM U-88, можливо, тільки виведена з ладу, він залишився сторожити біля плями, але жоден звук не порушив більше мовчання. SM U-88 і всі 43 члени екіпажу загинули.

### Підсумки діяльності Швігера
Всього за час бойових дій потопив 49 суден сумарним тоннажем 185 212 брт, 1 військовий корабель (397 брт) і 4 вантажні судна (3488 брт) були пошкоджені. Швігер посів сьоме місце в списку найрезультативніших підводників Першої світової війни.

## Звання
- Морський кадет (1 квітня 1903)
- Фенріх-цур-зее (15 квітня 1904)
- Лейтенант-цур-зее (28 вересня 1906)
- Оберлейтенант-цур-зее (10 листопада 1908)
- Капітан-лейтенант (19 вересня 1914)

## Нагороди
- Орден Корони (Пруссія) 4-го класу (3 жовтня 1912)
- Залізний хрест 2-го і 1-го класу
- Королівський орден дому Гогенцоллернів, лицарський хрест з мечами (5 червня 1916)
- Pour le Mérite (30 липня 1917)

## Вшанування пам'яті
У 1917 році підводний крейсер SM U-139, що будувався, отримав на його честь власне ім'я «Kapitänleutnant Walther Schwieger».